# Suécia na Idade Média

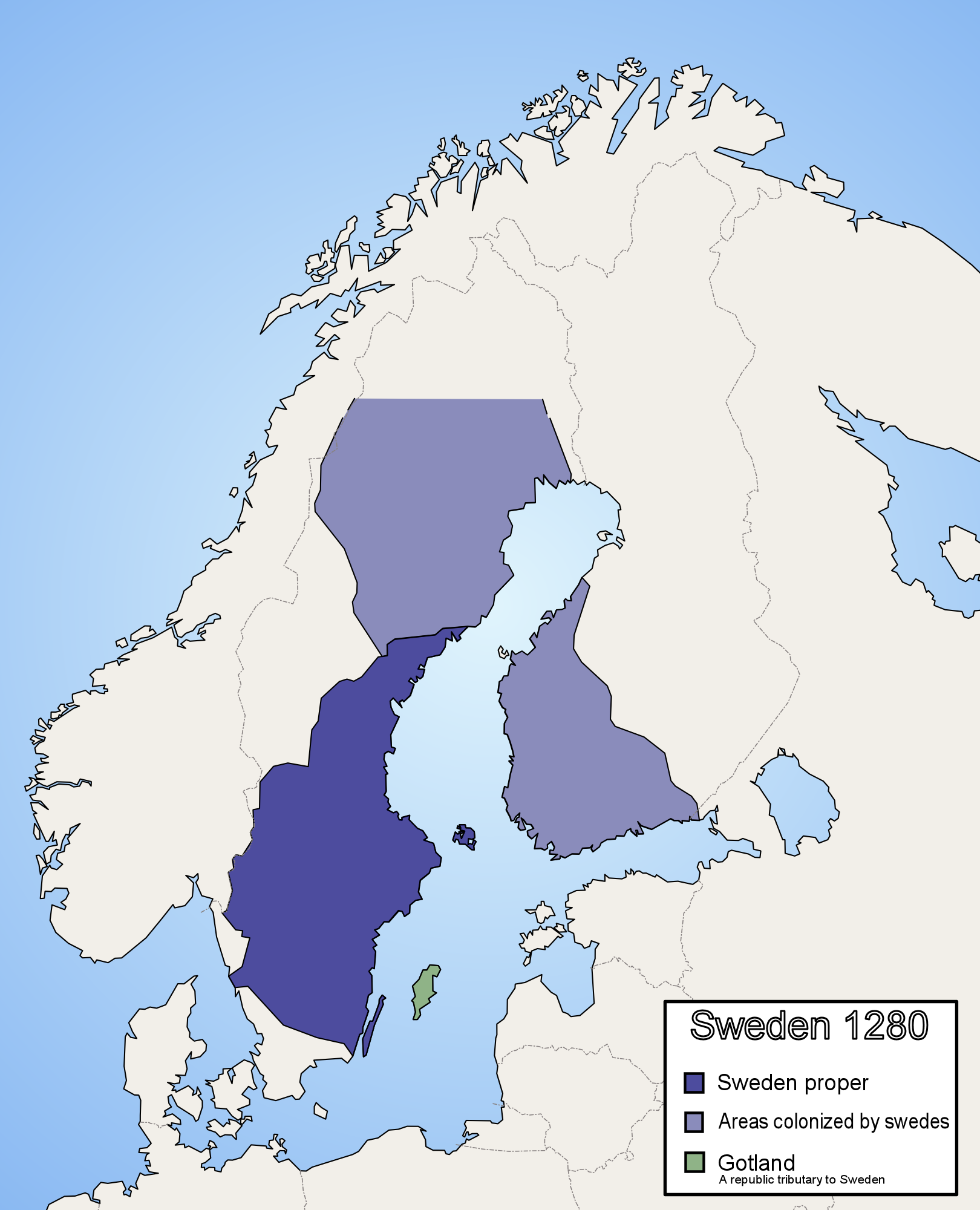
Suécia, 1280

A União de Calmar, no início do século XVI

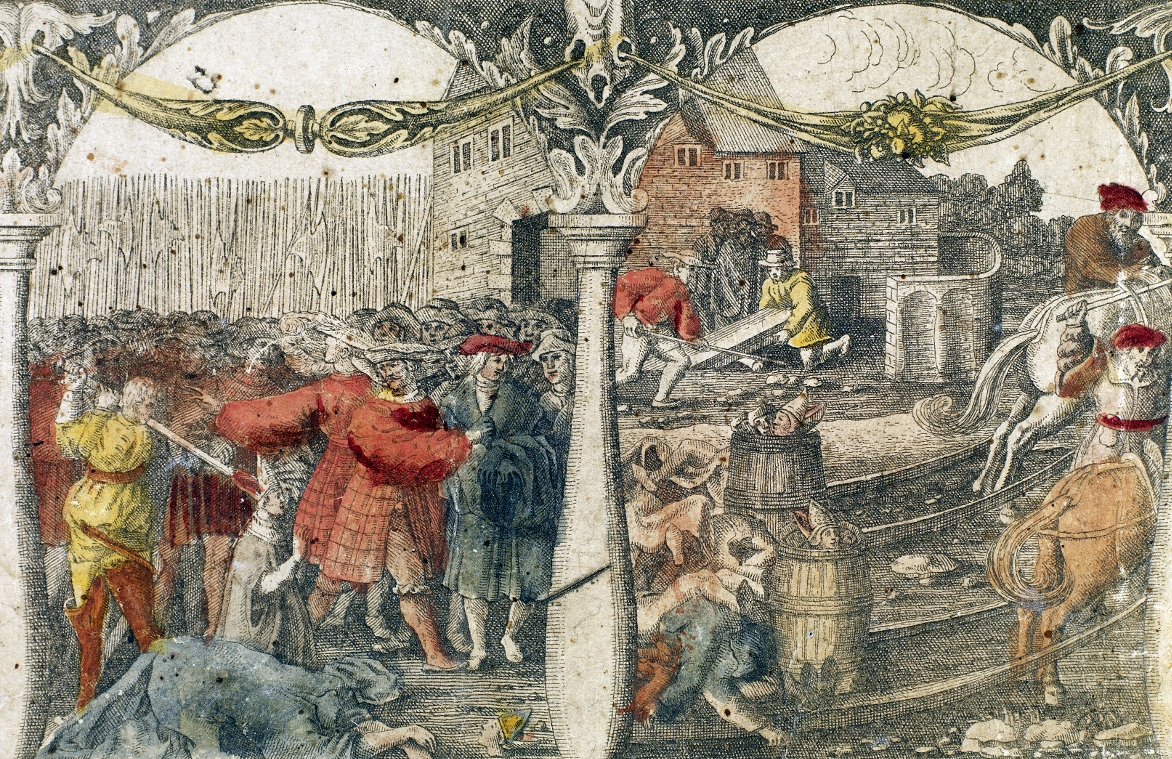
Banho de sangue de Estocolmo

A Idade Média na Suécia começa em 1050, com a coroação de Emundo, o Velho como rei da Suécia, e acaba em 1521, com o fim da União de Calmar entre a Suécia, a Dinamarca e a Noruega.

A época medieval inicia-se mais tarde do que no resto da Europa, porque é no séc. XI que tanto o cristianismo como o sistema feudal penetram e se implantam na vida do país.
Dois novos grupos surgem lado a lado com a casa real: a nobreza nacional (riksaristokratin) e o clero (organiserade kyrkan). O território da Suécia abrangia então a Svealand e uma parte da Gotalândia, além da Finlândia Ocidental. As províncias de Blekinge, Escânia, Halândia e Bohuslän pertenciam à Dinamarca e à Noruega.
A Idade Média na Suécia é um período de transformação e desenvolvimento, passando o país de um poder central relativamente fraco e uma sociedade agrária para um Estado mais organizado e uma economia em crescimento. O período termina com a Reforma e as mudanças que Gustavo Vasa implementou quando se tornou rei.

## Três períodos: Idade Média Inicial, Alta Idade Média e Baixa Idade Média
A Idade Média sueca costuma ser dividida em três períodos: Idade Média Inicial (aproximadamente 1050-1200), Alta Idade Média (1200-1350) e Baixa Idade Média (1350-1527). Esta divisão segue a divisão tradicional da Idade Média europeia, embora algumas fontes possam utilizar datas ligeiramente diferentes. 

- A Idade Média Inicial – em sueco Äldre medeltid – é o primeiro período da Idade Média no país (1050-1200).
É o tempo do fim da Era Viking, da difusão  do cristianismo e do estabelecimento da Igreja cristã.
O poder central ainda é relativamente fraco e as diversas regiões têm as suas próprias leis e tradições. Uma nova sociedade começa a emergir, com um crescente poder dos reis e da Igreja Católica.
- A Alta Idade Média – em sueco Högmedeltid – foi o segundo período da Idade Média do país (1200-1350).
Durante este período, ocorreu uma centralização do poder e a Suécia tornou-se um reino mais unido.
As leis e o sistema jurídico começaram a ser cada vez mais coordenados. A população aumentou bastante, o que levou ao cultivo de novas terras agrícolas e ao aumento do comércio. Com a economia em crescimento, e as relações comerciais em ascensão com a Hansa, a urbanização ganhou igualmente um novo impulso. A sociedade estratificou-se em grupos sociais, com o rei no topo, seguido pela nobreza, clero, burguesia e camponeses.
- A Baixa Idade Média – em sueco Senmedeltid – foi o terceiro período da Idade Média do país, decorrido em 1350-1527.
Foi uma época de lutas internas violentas, de invernos frios e de epidemias de peste, mas também de um florescimento cultural e maior contacto com a Europa.
 Numa carta escrita em Kalmar, e datada de 1384, surge pela primeira vez a palavra Suécia – Swerighe. Em 1477, é fundada a primeira instituição de ensino superior da Escandinávia - a Universidade de Uppsala – e em 1483 chega à Suécia a primeira impressora, e com ela, a impressão do primeiro livro no país - a coleção de fábulas “Dialogus creaturarum moralizatus”. Politicamente, é um tempo dominado pela União de Kalmar – um projeto de união da Suécia com a Dinamarca e a Noruega, acompanhado por intensas lutas pelo poder.

## Dos Suíones e Gotas à União de Calmar
Na génese do Reino da Suécia, estão duas tribos (folkstammar) - os Suíones (Svear), com uma monarquia sacerdotal com centro em Uppsala, e os Gotas (Götar), na Gotalândia Oriental (Östergötland) e na Gotalândia Ocidental (Västergötland).                                            
A fusão gradual dos Suíones com os Gotas é hoje em dia vista como um processo essencialmente pacífico, e não, como antigamente se pensava, através de uma vitória militar dos Suíones sobre os Gotas, em algum momento incerto entre os séculos VI e IX.

Durante os séculos IX e X, a atividade dos bandos de viquingues marcou toda a Escandinávia e até partes da Europa, do Oceano Atlântico, da Finlândia e da Rússia, influenciando a evolução histórica dos territórios das tribos dos Suíones (Svear) e dos Gotas (Götar) até à sua integração como um único povo – os Suecos. 

Nos séculos XII e XIII, os Suíones (Svear) eram conotados com a Svealand,  e os Gotas (Götar) eram associados à Gotlândia (Götaland). Em 1160, o rei da Suécia é mesmo apelidado de ”rei dos Suíones e dos Gotas” (Rex sveorum et gothorum). 

O cristianismo se introduziu no país quando o rei Olavo, o Tesoureiro converteu-se no século XI. Dois séculos após o início da cristianização do país, duas dinastias disputavam o poder — a fundada pelo rei Suérquero I e a outra pelo rei Érico, mais tarde santo — e o país encontrava-se dividido em guerras entre a nobreza e os reis. Em meados do século XIII, a Suécia foi unificada e no reino de Birger Jarl e tornou-se mais próspera, sendo a capital transferida para Estocolmo.
Em 1319, Magno II tornou-se rei da Suécia e da Noruega, da qual herdara a coroa, unindo os dois países e apesar do período de prosperidade que se seguiu, uma série de medidas mal calculadas — aumento dos impostos e uma guerra — fizeram com que o rei da Dinamarca, Valdemar IV ocupasse a Gotalândia e retomasse territórios cedidos aos suecos. A paz só seria estabelecida com um casamento entre o filho de Magno II, Haquino e a filha de Valdemar IV, Margarida. Posteriormente, a nobreza sueca proclama rei Alberto de Mecklemburgo e com a morte de Haquino e de Magno e depois de Alberto, a filha de Valdemar torna-se Margarida I em 1397 na União de Calmar. Ela começou como uma união pessoal, não política e quando, no século XV, se tentou centralizar o poder no rei dinamarquês, a Suécia resistiu chegando mesmo a uma rebelião armada. O sucessor de Margarida foi Érico da Pomerânia que tentou transformar seus domínios em uma monarquia absolutista, mas encontrou resistência popular que pôs fim ao seu reinado em 1439. Um Conselho de Estado assumiu o poder e continuou governando mesmo após a subida de Cristóvão da Baviera ao trono devido a pressão popular demonstrada anteriormente, o povo pôde ser admitido no Parlamento.

## Fim da Idade Média
Entre o final do século XV e o início do XVI, os nobres suecos e dinamarqueses disputam o poder na União até que, com o escalar do conflito e a eclosão da Guerra de Libertação da Suécia, Gustavo Vasa assumisse o poder em 1523. Ele era filho de uma das vítimas do "Banho de Sangue de Estocolmo" ordenado em 1520 por Cristiano II da Dinamarca contra seus opositores. Gustavo Vasa dá origem à Suécia Moderna ao expulsar a Igreja Católica do país, tornando a Suécia o primeiro país a fazê-lo, fomentar a economia e restabelecer a separação da coroa sueca da União.